# Aethusa
Aethusa L. é um género botânico pertencente à família Apiaceae. Trata-se de um género monotípico, incluíndo somente a espécie A. cynapium. 
Trata-se de uma espécie tóxica, sendo geneticamente próxima à cicuta.

## Classificação do gênero

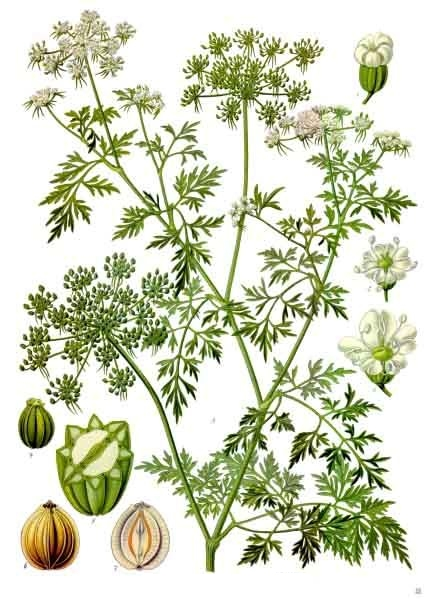

| Sistema | Classificação                    | Referência               |
| ------- | -------------------------------- | ------------------------ |
| Linné   | Classe Pentandria, ordem Digynia | Species plantarum (1753) |